# Saint-Germain-au-Mont-d'Or
 Saint-Germain-au-Mont-d'Or  es una población y comuna francesa de la Metrópoli de Lyon en la región de Auvernia-Ródano-Alpes. Pertenece a la aglomeración urbana de Lyon.

## Demografía
| 1754 | 1971 | 2170 | 2129 | 2429 | 2385 | 2929 |
| Para los censos de 1962 a 1999 la población legal corresponde a la población sin duplicidades (Fuente: INSEE [Consultar]) |      |      |      |      |      |      |